# Erville Alderson
Erville Alderson (11. September 1882 – 4. August 1957) var en amerikansk stumfilmskuespiller. Han medvirkede i næsten 200 film fra 1918 til 1957. Han blev født i Kansas City, Missouri og døde i Glendale, Californien.

## Filmografi
- America (1924)
- Isn't Life Wonderful (1924)
- Lightnin' (1925)
- Sally of the Sawdust (1925)
- Speakeasy (1929)
- Guilty? (1930)
- Shanghaied Love (1931)
- Haunted Gold (1932)
- Lazy River (1934)
- Den røde kejserinde (1934)
- Hearts in Bondage (1936)
- Santa Fe Trail (1940)
- Parachute Battalion (1941)
- Sergeant York (1941)
- Man from Frisco (1944)
- Objective, Burma! (1945)